# Туннель (фильм, 1987)
«Туннель» — кинофильм.

## Сюжет
Экранизация романа Эрнесто Сабато. Художник Хуан Пабло «положил глаз» на одну загадочную женщину с простым библейским именем Мария. Она была единственная, кто внимательно рассматривал картину Хуана Пабло «Вид из окна» на выставке художников. И, когда Мария неожиданно исчезла с выставки, Хуан Пабло просто места себе не находил, пока через несколько дней однажды вновь не увидел её. Очень скоро он узнал, что Мария — жена богатого и слепого аристократа Альенде, но это художника не остановило в его стремлении завладеть не только душой Марии, но и её телом…